# Elecciones a la alcaldía de Moscú de 2018
Las elecciones a la alcaldía de Moscú de 2018 se llevaron a cabo el 9 de septiembre de 2018. Serguéi Sobianin, el alcalde saliente, fue reelegido para un nuevo mandato.

## Resultados
Los resultados fueron:
| Candidatos                | Candidatos                | Partidos                    | Votos     | %     |
| ------------------------- | ------------------------- | --------------------------- | --------- | ----- |
|                           | Serguéi Sobianin          | Independiente (Rusia Unida) | 1 582 762 | 70,17 |
|                           | Vadim Kumin               | Partido Comunista           | 256 717   | 11,38 |
|                           | Ilya Sviridov             | Rusia Justa                 | 158 106   | 7,01  |
|                           | Mijaíl Degtiariov         | Partido Liberal-Demócrata   | 151 642   | 6,72  |
|                           | Mikhail Balakin           | Union de los Ciudadanos     | 42 192    | 1,87  |
|                           |                           |                             |           |       |
| Votos válidos             | Votos válidos             | Votos válidos               | 2 191 419 | 97,15 |
| Votos blancos y nulos     | Votos blancos y nulos     | Votos blancos y nulos       | 64 279    | 2,85  |
| Total                     | Total                     | Total                       | 2 255 698 | 100   |
| Abstención                | Abstención                | Abstención                  | 5 040 831 | 68,09 |
| Inscritos / participación | Inscritos / participación | Inscritos / participación   | 7 296 529 | 30,91 |